# Letis xylia
Letis xylia là một loài bướm đêm trong họ Erebidae.